# Parque Metropolitano Simón Bolívar
Parque Metropolitano Simón Bolívar är en park i Colombia.   Den ligger i departementet Bogotá, i den centrala delen av landet, i huvudstaden Bogotá. Parque Metropolitano Simón Bolívar ligger 2 547 meter över havet.
Terrängen runt Parque Metropolitano Simón Bolívar är platt åt nordväst, men åt sydost är den kuperad. Runt Parque Metropolitano Simón Bolívar är det mycket tätbefolkat, med 4 188 invånare per kvadratkilometer. Närmaste större samhälle är Bogotá, 5,6 km söder om Parque Metropolitano Simón Bolívar. Runt Parque Metropolitano Simón Bolívar är det i huvudsak tätbebyggt.